# Анна Гойская
Анна Гойская (ум. 1617) — дворянка, благодетельница Почаевской Лавры, происходила из рода Козинских.

## Биография
В 1557 году у Анны Гойской умер ее муж Ерофей Васильевич, после чего она на долгое время осталась вдовой. Со временем она стала довольно богатой дворянкой, у который было множество сел в окрестностях Почаева.
В 1559 году Анна Гойская приняла к себе в дом греческого митрополита Неофита, который путешествовал по Волыни и собирал пожертвования на свою епархию. Анна пожертвовала ему достаточно денег, а Неофит в знак благодарности подарил ей икону Божией Матери.
В 1597 году, как гласит предание, брат Анны Гойской Филипп Козинский исцелился от слепоты молясь возле той же иконы, которую подарил Анне митрополит Неофит. Тогда Анна решила отдать икону Почаевскому монастырю. В том же году во главе со многими священниками совершилось торжественное перенесение иконы в Почаевскую Лавру. С тех пор эта икона именуется Почаевской иконой Божией Матери. После этого события Анна пожертвовала Почаевскому монастырю довольно много земель и имущества.
В 1617 году Анна Гойская умерла.